# Ulla Isaksson
Ej att förväxla med författaren Ulla Linder (1873–1954)
Ulla Margareta Linder Isaksson, född Lundberg den 12 juni 1916 i Stockholm, död 24 april 2000 i Vallentuna, var en svensk prosa- och filmmanusförfattare.

## Biografi
Ulla Isaksson var dotter till disponent Knut Lundberg och Greta Brasch. Hon tog studentexamen 1937 och debuterade som författare 1940.
Den första filmateriseringen av ett Isakssonverk var Kvinnohuset (1952). Isakssons novell Det vänliga, värdiga från 1954 filmatiserades 1958 av Ingmar Bergman med titeln Nära livet. Detta ledde till att Bergman anlitade henne till att skriva manus för filmen Jungfrukällan (1960). Hennes roman Klänningen filmatiserades av Vilgot Sjöman 1964. Paradistorg blev film 1977 i regi av Gunnel Lindblom och Bergman gjorde 1986 en TV-film av romanen De två saliga från 1962.
Isaksson skrev tillsammans med sin man Erik Hjalmar Linder en biografi i två delar över författaren och journalisten Elin Wägner, Elin Wägner, amazon med två bröst, 1882-1922, Bonniers 1977, och Elin Wägner, dotter av moder jord, 1922-1949, Bonniers 1980. 1994 publicerades Ulla Isakssons självbiografiska Boken om E, som handlar om hur hennes make Erik Hjalmar Linder drabbades av Alzheimers sjukdom. Boken om E filmatiserades 2001 i regi av Bille August med titeln En sång för Martin.
Ulla Isaksson var 1938–1963 gift med David Isaksson och från 1963 gift med författaren och litteraturvetaren Erik Hjalmar Linder. Hon hade två söner i första äktenskapet: Hans Isaksson (1942–2015) och Gunnar Isaksson (1946–2010).

## Filmografi
- 1953 – Kvinnohuset (manus)
- 1958 – Nära livet (manus)
- 1960 – Jungfrukällan (manus)
- 1983 – Här har ni hans liv! (TV-pjäs)
- 1988 – Hjalmar och Stina (TV-pjäs)
- 1993 – Chefen fru Ingeborg

## Priser och utmärkelser
- 1950 – Tidningen Vi:s litteraturpris
- 1952 – Svenska Dagbladets litteraturpris
- 1953 – Boklotteriets stipendiat
- 1970 – Litteraturfrämjandets stipendiat
- 1973 – Ledamot av Samfundet De Nio
- 1973 – Signe Ekblad-Eldhs pris
- 1977 – Ledamot av Kungliga Vetenskaps- och Vitterhetssamhället i Göteborg
- 1978 – Hedersdoktor i Stockholm
- 1988 – Göteborgs-Postens litteraturpris
- 1995 – Stiftelsen Selma Lagerlöfs litteraturpris
- 1999 – Samfundet De Nios Särskilda pris